# Maslenicabrug
De Maslenicabrug (Kroatisch: Maslenički most) is een brug die het noorden en zuiden van Kroatië verbindt, nabij de plaats Rovanjska. De brug verbindt de twee landdelen over de Adriatische zeearm Novsko ždrilo.
Feitelijk liggen er twee bruggen, een over de E65 / A1, de ander over de autoweg D8. De oude rode brug over de E65 is uit 1961, de nieuwe brug werd herbouwd in 1995, nadat deze tijdens de Kroatische Onafhankelijkheidsoorlog was verwoest. Deze nieuwe brug werd officieel geopend door president Franjo Tuđman op 8 april 1997.